# Sympiesis campbellensis
Sympiesis campbellensis är en stekelart som först beskrevs av Geoffrey John Kerrich och Yoshimoto 1964.  Sympiesis campbellensis ingår i släktet Sympiesis och familjen finglanssteklar. Inga underarter finns listade i Catalogue of Life.